# Lijst van voetbalinterlands Jordanië - Syrië
Deze lijst van voetbalinterlands is een overzicht van alle officiële voetbalwedstrijden tussen de nationale teams van Jordanië en Syrië. De landen hebben tot op heden 30 keer tegen elkaar gespeeld. De eerste ontmoeting, een vriendschappelijke wedstrijd, vond plaats in Alexandrië (Egypte) op 1 augustus 1953. Het laatste duel, eveneens een vriendschappelijke wedstrijd, werd gespeeld op 23 september 2022 in Amman.

## Wedstrijden
| №  | Plaats     | Datum             | Competitie                         | Wedstrijd        | Uitslag |
| -- | ---------- | ----------------- | ---------------------------------- | ---------------- | ------- |
| 1  | Alexandrië | 3 augustus 1953   | Vriendschappelijk                  | Syrië − Jordanië | 3 − 1   |
| 2  | Beiroet    | 24 oktober 1957   | Vriendschappelijk                  | Syrië − Jordanië | 6 − 0   |
| 3  | Beiroet    | 6 april 1963      | Arab Nations Cup 1963              | Jordanië − Syrië | 0 − 4   |
| 4  | Damascus   | 7 oktober 1976    | Vriendschappelijk                  | Syrië − Jordanië | 1 − 0   |
| 5  | Amman      | 16 juli 1988      | Arab Nations Cup 1988              | Jordanië − Syrië | 2 − 0   |
| 6  | Irbid      | 2 maart 1993      | Vriendschappelijk                  | Jordanië − Syrië | 1 − 1   |
| 7  | Beiroet    | 22 juli 1997      | Vriendschappelijk                  | Jordanië − Syrië | 1 − 0   |
| 8  | Beiroet    | 20 juli 1998      | Arab Nations Cup 1998 kwalificatie | Syrië − Jordanië | 3 − 0   |
| 9  | Amman      | 16 juli 1999      | Vriendschappelijk                  | Jordanië − Syrië | 1 − 0   |
| 10 | Amman      | 18 juli 1999      | Vriendschappelijk                  | Jordanië − Syrië | 4 − 0   |
| 11 | Damascus   | 6 maart 2000      | Vriendschappelijk                  | Syrië − Jordanië | 0 − 0   |
| 12 | Latakia    | 13 augustus 2000  | Vriendschappelijk                  | Syrië − Jordanië | 1 − 0   |
| 13 | Damascus   | 5 september 2002  | West-Azië Cup 2002                 | Jordanië − Syrië | 2 − 1   |
| 14 | Riffa      | 12 december 2002  | Vriendschappelijk                  | Syrië − Jordanië | 1 − 1   |
| 15 | Amman      | 19 september 2003 | Vriendschappelijk                  | Jordanië − Syrië | 0 − 0   |
| 16 | Teheran    | 23 juni 2004      | West-Azië Cup 2004                 | Jordanië − Syrië | 1 − 1   |
| 17 | Amman      | 30 juli 2006      | Vriendschappelijk                  | Jordanië − Syrië | 3 − 0   |
| 18 | Amman      | 18 augustus 2007  | West-Azië Cup 2007                 | Jordanië − Syrië | 0 − 1   |
| 19 | Teheran    | 7 augustus 2008   | West-Azië Cup 2008                 | Jordanië − Syrië | 0 − 0   |
| 20 | Amman      | 24 september 2010 | West-Azië Cup 2010                 | Jordanië − Syrië | 1 − 1   |
| 21 | Doha       | 17 januari 2011   | Azië Cup 2011                      | Jordanië − Syrië | 2 − 1   |
| 22 | Istanboel  | 5 juli 2011       | Vriendschappelijk                  | Jordanië − Syrië | 1 − 3   |
| 23 | Koeweit    | 16 december 2012  | West-Azië Cup 2012                 | Jordanië − Syrië | 1 − 2   |
| 24 | Teheran    | 15 augustus 2013  | Azië Cup 2015 kwalificatie         | Syrië − Jordanië | 1 − 1   |
| 25 | Amman      | 5 maart 2014      | Azië Cup 2015 kwalificatie         | Jordanië − Syrië | 2 − 1   |
| 26 | Amman      | 26 maart 2015     | Vriendschappelijk                  | Jordanië − Syrië | 0 − 1   |
| 27 | Al Ain     | 10 januari 2019   | Azië Cup 2019                      | Jordanië − Syrië | 2 − 0   |
| 28 | Bagdad     | 23 maart 2019     | Vriendschappelijk                  | Jordanië − Syrië | 0 − 1   |
| 29 | Sharjah    | 16 november 2020  | Vriendschappelijk                  | Jordanië − Syrië | 1 − 0   |
| 30 | Amman      | 23 september 2022 | Vriendschappelijk                  | Jordanië − Syrië | 2 − 0   |

## Samenvatting
| Competitie                    | Totaal gespeeld | Winst Jordanië | Gelijk | Winst Syrië | Doelsaldo Jordanië – Syrië |
| ----------------------------- | --------------- | -------------- | ------ | ----------- | -------------------------- |
| Azië Cup                      | 2               | 2              | 0      | 0           | 4 − 1                      |
| Azië Cup-kwalificatie         | 2               | 1              | 1      | 0           | 3 − 2                      |
| West-Azië Cup                 | 6               | 1              | 3      | 2           | 5 − 6                      |
| Arab Nations Cup              | 2               | 1              | 0      | 1           | 2 − 4                      |
| Arab Nations Cup-kwalificatie | 1               | 0              | 0      | 1           | 0 − 3                      |
| Vriendschappelijk             | 17              | 7              | 3      | 7           | 18 − 17                    |
| Totaal                        | 30              | 12             | 7      | 11          | 32 − 33                    |

JFA · A-internationals · Bondscoaches · Selecties · Jordaans vrouwenelftal · Olympisch elftal · Jordanië U20 · Jordanië U19 · Jordanië U18 · Jordanië U17
1953 – 1969 · 
1970 – 1979 · 
1980 – 1989 · 
1990 – 1999 · 
2000 – 2009 · 
2010 – 2019 ·
2020 − 2029
1953 · 
1954 · 1955 · 1956 · 
1957 · 
1958 · 1959 · 1960 · 1961 · 1962 · 
1963 · 
1964 · 
1965 · 
1966 · 
1967 · 1967 · 1969 · 1970 · 
1971 · 
1972 · 1973 · 
1974 · 
1975 · 
1976 · 
1977 · 1978 · 1979 · 1980 · 
1981 · 
1982 · 
1983 · 
1984 · 
1985 · 
1986 · 
1987 · 
1988 · 
1989 · 
1990 · 
1991 · 
1992 · 
1993 · 
1994 · 1995 · 
1996 · 
1997 · 
1998 · 
1999 · 
2000 · 
2001 · 
2002 · 
2003 · 
2004 · 
2005 · 
2006 · 
2007 · 
2008 · 
2009 · 
2010 · 
2011 · 
2012 · 
2013 · 
2014 ·
2015 ·
2016 ·
2017 ·
2018 ·
2019 ·
2020 ·
2021 ·
2022 ·
2023
Afghanistan ·
Albanië ·
Algerije ·
Armenië ·
Australië ·
Azerbeidzjan ·
Bahrein ·
Bangladesh ·
Bosnië en Herzegovina ·
Bulgarije ·
Cambodja ·
China ·
Colombia ·
Cyprus ·
Ecuador ·
Egypte ·
Estland ·
Filipijnen ·
Finland ·
Georgië ·
Haïti ·
Hongarije ·
Hongkong ·
India ·
Indonesië ·
Irak ·
Iran ·
Ivoorkust ·
Jamaica ·
Japan ·
Jemen ·
Kazachstan ·
Kenia ·
Kirgizië ·
Koeweit ·
Kosovo ·
Kroatië ·
Laos ·
Libanon ·
Libië ·
Litouwen ·
Maleisië ·
Malta ·
Marokko ·
Mauritanië ·
Moldavië ·
Nepal ·
Nieuw-Zeeland ·
Nigeria ·
Noord-Korea ·
Noorwegen ·
Oezbekistan ·
Oman ·
Pakistan ·
Palestina ·
Paraguay ·
Qatar ·
Saoedi-Arabië ·
Servië ·
Sierra Leone ·
Singapore ·
Slowakije ·
Soedan ·
Spanje ·
Sri Lanka ·
Syrië ·
Tadzjikistan ·
Taiwan ·
Thailand ·
Trinidad en Tobago ·
Tsjaad ·
Tunesië ·
Turkmenistan ·
Uruguay ·
Verenigde Arabische Emiraten ·
Vietnam ·
Wit-Rusland · 
Zambia ·
Zimbabwe ·
Zuid-Jemen ·
Zuid-Korea ·
Zuid-Soedan ·
Zweden
SFA · A-internationals · Syrisch vrouwenelftal
1940 - 1949 · 
1950 - 1959 · 
1960 - 1969 · 
1970 - 1979 · 
1980 - 1989 · 
1990 - 1999 · 
2000 – 2009 · 
2010 – 2019 ·
2020 − 2029
Afghanistan ·
Algerije ·
Australië ·
Bahrein ·
Bangladesh ·
Cambodja ·
China ·
Cyprus ·
Egypte ·
Filipijnen ·
Griekenland ·
Guam ·
Haïti ·
Hongkong ·
India ·
Indonesië ·
Irak ·
Iran ·
Japan ·
Jemen ·
Jordanië ·
Kazachstan ·
Kirgizië ·
Koeweit ·
Laos ·
Libanon ·
Libië ·
Malediven ·
Maleisië ·
Marokko ·
Mauritanië ·
Mauritius ·
Myanmar ·
Nepal ·
Noord-Korea ·
Oezbekistan ·
Oman ·
Pakistan ·
Palestina ·
Qatar ·
Rusland ·
San Marino ·
Saoedi-Arabië ·
Singapore ·
Soedan ·
Sovjet-Unie ·
Sri Lanka ·
Tadzjikistan ·
Taiwan ·
Thailand ·
Tunesië ·
Turkije ·
Turkmenistan ·
Venezuela ·
Verenigde Arabische Emiraten ·
Vietnam ·
Wit-Rusland ·
Zuid-Jemen ·
Zuid-Korea ·
Zweden